# Komenda wojewódzka Milicji Obywatelskiej
Komenda Wojewódzka Milicji Obywatelskiej (KW MO) – nazwa jednostek terenowych Milicji Obywatelskiej istniejących w Polsce od 1944 r. W początkowych latach struktury te funkcjonowały w ramach resortu bezpieczeństwa publicznego, a w 1954 r. weszły w skład resortu spraw wewnętrznych. Od 1956 r. komendy pełniły podwójną rolę, gdyż komendanci wojewódzcy, oprócz wykonywania zadań z zakresu ochrony porządku publicznego, sprawowali również ogólny nadzór nad pionem Służby Bezpieczeństwa na podległym im obszarze. W 1983 r. KW MO zostały przemianowane na wojewódzkie urzędy spraw wewnętrznych (działające na analogicznych zasadach do 1990 r.).

## KW MO w latach 1944–1954
Budowę sieci KW MO w kraju rozpoczęto pod koniec lipca 1944 r. w związku z instalowaniem władzy komunistycznej po stopniowym przesuwaniu się działań wojennych na zachód. Komendy powstawały równolegle z wojewódzkimi urzędami bezpieczeństwa publicznego. Tak jak w przypadku UB za ich utworzenie odpowiadały specjalne grupy operacyjne wysyłane z centrali resortu na kolejne zajmowane tereny. Jednostki milicji organizowane były także na niższym szczeblu zgodnie z obowiązującym podziałem administracyjnym państwa.
W pierwszych projektach uregulowań prawnych zakładano ścisłą podległość struktur MO właściwym terytorialnie radom narodowym, ostatecznie koncepcja ta nie została jednak zrealizowana. Status instytucji formalnie usankcjonowano dekretem z 7 października 1944 r., gdy hierarchicznie zbudowaną milicję podporządkowano bezpośrednio Kierownikowi Resortu Bezpieczeństwa Publicznego (od stycznia 1945 r. Ministrowi Bezpieczeństwa Publicznego). W nowej sytuacji uprawnienia rad narodowych określone zostały jedynie jako nadzór i kontrola społeczna, pewien ograniczony wpływ na działalność KW MO posiadali również funkcjonujący do połowy 1950 r. wojewodowie.
Na czele KW MO stali komendanci wojewódzcy mianowani przez ministra i podlegli służbowo Komendantowi Głównemu Milicji Obywatelskiej. Po ustaleniu w kolejnych miesiącach jednolitego wzoru organizacji w skład kierownictwa urzędów weszli także zastępcy komendantów ds. polityczno-wychowawczych, ds. operacyjnych i ds. administracyjno-gospodarczych, rangę zastępców przejściowo posiadali również szefowie lokalnych struktur ORMO. Do podstawowych komórek wykonujących zadania z zakresu ochrony ładu i porządku publicznego należały wtedy wydziały służby śledczej (kryminalnej) oraz służby zewnętrznej (patrolowo-prewencyjnej). Przy komendach funkcjonowały ponadto kompanie lub plutony operacyjne, które m.in. brały udział w zwalczaniu podziemia niepodległościowego.
Przez początkowe lata działalności kierownicy milicji w terenie zajmowali równorzędną pozycję w stosunku do swoich odpowiedników w UB ze względu na duże wpływy w aparacie partyjno-państwowym komendanta głównego Franciszka Jóźwiaka. Zmiany nastąpiły po jego odwołaniu, na mocy rozkazu nr 13 ministra z 18 marca 1949 r. względna autonomia formacji została zlikwidowana. Od tego czasu komendanci wojewódzcy pełnili funkcje zastępców szefów WUBP ds. milicyjnych. Wyrazem podległości stało się również przejęcie przez właściwe komórki urzędów bezpieczeństwa spraw administracyjno-gospodarczych, rozwiązaniu uległ ponadto pion polityczno-wychowawczy. W dalszym ciągu trwał jednak rozwój wydziałów operacyjnych MO, na które (po reorganizacji z 1952 r.) składały się komórki ds. kryminalnych, walki z przestępczością gospodarczą, dochodzeniowo-śledczych i służby zewnętrznej.

## KW MO w latach 1954–1975
Ścisłe zintegrowanie UB i MO trwało do czasu rozwiązania MBP w grudniu 1954 r. i jego podziału na dwa odrębne resorty. W wyniku przekształceń milicja znalazła się na przełomie 1954 i 1955 r. pod kontrolą Ministra Spraw Wewnętrznych. W wydanych wówczas przepisach określono zasady nadzorowania organów porządku publicznego przez prezydia wojewódzkich rad narodowych, same zaś KW MO weszły bezpośrednio w skład wojewódzkich zarządów spraw wewnętrznych PWRN, gdzie pozostawały do połowy 1958 r.
Sieć jednostek terenowych MO dostosowana była do aktualnego podziału administracyjnego, w kraju funkcjonowało wtedy 17 komend wojewódzkich (w Białymstoku, Bydgoszczy, Gdańsku, Katowicach, Kielcach, Koszalinie, Krakowie, Lublinie, Łodzi, Olsztynie, Opolu, Poznaniu, Rzeszowie, Szczecinie, Warszawie, Wrocławiu i Zielonej Górze), a także dwie komendy równorzędne w miastach wydzielonych (komenda stołeczna w Warszawie i komenda miejska w Łodzi). Na niższym poziomie istniały komendy miejskie, powiatowe i dzielnicowe oraz podlegające im komisariaty i posterunki.
Instytucjonalne rozdzielenie milicji i aparatu bezpieczeństwa trwało zaledwie dwa lata. Po zniesieniu Komitetu do Spraw Bezpieczeństwa Publicznego w jego miejsce w listopadzie 1956 r. przy MSW utworzona została Służba Bezpieczeństwa. Na przełomie 1956 i 1957 r. wojewódzkie jednostki UB po przebudowaniu włączono w skład KW MO, podobnych zmian dokonano także na szczeblu powiatowym. Od tej pory lokalni szefowie SB podlegali nominalnie komendantom MO, choć pod względem merytorycznym działalność kontrolowanych przez nich komórek nadzorowana była przez właściwe organy w centrali ministerstwa.
W ten sposób ukształtowany model wojewódzkiej ekspozytury SB i MO przetrwał zasadniczo do końca PRL. Trzon KW MO stanowiły niezmiennie dwa piony operacyjne nadzorowane przez odrębnych zastępców komendantów ds. bezpieczeństwa i ds. milicji. W dyspozycji komend znajdowały się ponadto pododdziały ZOMO, ich formowanie w całym kraju rozpoczęto od grudnia 1956 r.
Początek lat 60. charakteryzował się rozwojem aparatu SB, który po stopniowym podniesieniu stanów etatowych (rozbudowa sekcji do poziomu wydziałów) ponownie zaczął pełnić dominującą rolę wobec jednostek milicyjnych. Rozszerzając swój zakres działania, pion bezpieczeństwa przejął także część zadań pozostających dotychczas pod kontrolą MO (rejestracja cudzoziemców, paszporty oraz przejściowo dowody osobiste), ponadto na kilka lat usamodzielnione zostały struktury odpowiadające za sprawy kadrowo-organizacyjne SB. Wzrost znaczenia nastąpił również w przypadku komórek technicznych wykonujących zadania zabezpieczenia operacyjnego na rzecz obu służb.
Kolejne zmiany miały miejsce w drugiej połowie lat 60. ze względu na reformę centrali polegającą na przejęciu logistycznego zaplecza KG MO przez odpowiednie komórki organizacyjne MSW. W KW MO utworzono wtedy etaty zastępców komendantów ds. administracyjno-gospodarczych, którzy przejęli nadzór nad jednostkami pomocniczymi obsługującymi piony operacyjne.

## KW MO w latach 1975–1983
W związku z wprowadzeniem reformy administracyjnej w kwietniu 1975 r. w resorcie powołane zostały specjalne zespoły wojewódzkie mające na celu opracowanie odpowiedniej organizacji SB i MO w terenie. W konsekwencji tych działań od czerwca na szczeblu wojewódzkim funkcjonowało 49 urzędów utworzonych poprzez przekształcenie wcześniej istniejących struktur i wydzielenie z nich 32 nowych KW MO (w Białej Podlaskiej, Bielsku-Białej, Chełmie, Ciechanowie, Częstochowie, Elblągu, Gorzowie Wielkopolskim, Jeleniej Górze, Kaliszu, Koninie, Krośnie, Legnicy, Lesznie, Łomży, Nowym Sączu, Ostrołęce, Pile, Piotrkowie Trybunalskim, Płocku, Przemyślu, Radomiu, Siedlcach, Sieradzu, Skierniewicach, Słupsku, Suwałkach, Tarnobrzegu, Tarnowie, Toruniu, Wałbrzychu, Włocławku i Zamościu). Dodatkowo zlikwidowano dwie komendy równorzędne w Warszawie i Łodzi (z tym że dla województwa warszawskiego pozostawiono nazwę komenda stołeczna).
Niższy stopień terenowy Milicji Obywatelskiej tworzyły od tej pory komendy miejskie (w miastach wojewódzkich oraz w miastach liczących powyżej 30 tys. mieszkańców), komendy dzielnicowe (w miastach wojewódzkich podzielonych na dzielnice administracyjne), komisariaty (w byłych miastach powiatowych oraz w miastach liczących powyżej 20 tys. mieszkańców) i posterunki (w gminach oraz w miastach liczących do 20 tys. mieszkańców).
Mimo dążeń do ujednolicenia organizacji poszczególne komendy mogły różnić się (w zależności od znaczenia województwa) liczbą i rangą komórek, liczbą członków kierownictwa (jeden, dwóch lub trzech zastępców odpowiednio ds. SB i MO) oraz podziałem ich zadań. W połowie 1975 r. typowa struktura KW MO przedstawiała się następująco (schemat oparto na przykładzie województwa bydgoskiego):
Komendant Wojewódzki Milicji Obywatelskiej
- Wydział Ogólny
- Wydział Kadr
- Wydział Inspekcji
- Wydział Specjalny

Zastępca Komendanta Wojewódzkiego Milicji Obywatelskiej ds. Służby Bezpieczeństwa
- Wydział II (kontrwywiad)
- Wydział III (zwalczanie opozycji)
- Wydział IV (zwalczanie Kościoła)
- Wydział „B” (obserwacja zewnętrzna)
- Wydział „C” (ewidencja i archiwum)
- Wydział „T” (technika operacyjna)
- Wydział „W” (perlustracja korespondencji)
- Wydział Śledczy
- Wydział Paszportów
- Samodzielna Sekcja „A” (szyfry)
- Inspektorat Analityczno-Informacyjny
- Starszy Inspektor (wywiad)
- Zespół ds. Służby Bezpieczeństwa Wydziału Inspekcji

Zastępca Komendanta Wojewódzkiego Milicji Obywatelskiej ds. Służby Milicji
- Wydział Kryminalny
- Wydział do Walki z Przestępstwami Gospodarczymi
- Wydział Dochodzeniowo-Śledczy
- Wydział Kryminalistyki
- Wydział Prewencji
- Wydział Ruchu Drogowego
- Wydział Szkolenia
- Wojewódzkie Stanowisko Kierowania
- Inspektorat Ochrony Przemysłu
- Zmotoryzowany Odwód Milicji Obywatelskiej

Zastępca Komendanta Wojewódzkiego Milicji Obywatelskiej ds. Administracyjno-Gospodarczych
- Wydział Finansowy
- Wydział Gospodarki Materiałowo-Technicznej
- Wydział Inwestycji i Remontów
- Wydział Transportu
- Wydział Łączności
- Zarząd Zdrowia i Spraw Socjalnych

Przełom lat 70. i 80. był okresem dalszego rozwoju organizacyjnego KW MO dotyczącego przede wszystkim komórek aparatu bezpieczeństwa (zorganizowano wtedy m.in. wydziały IIIA / V ds. ochrony gospodarki oraz inspektoraty I ds. wywiadu, a także przejęto od MO inspektoraty ochrony przemysłu). Jedną z poważniejszych reform była reaktywacja w listopadzie 1981 r. pionu polityczno-wychowawczego, na jego czele stanęli zastępcy komendantów nadzorujący wydziały szkolenia i nowo utworzone wydziały polityczno-wychowawcze.
Po wprowadzeniu stanu wojennego trwał proces odtwarzania pionu SB w terenie, który od 1975 r. istniał wyłącznie na poziomie wojewódzkim (wyjątkowo przy nielicznych niższych jednostkach milicji funkcjonowały grupy operacyjne podlegające właściwym wydziałom KW MO). Na mocy zarządzenia nr 6 ministra z 23 stycznia 1983 r. w województwach utworzone zostały rejony, do których przydzielono odpowiednie komendy miejskie i dzielnicowe oraz komisariaty. Od kwietnia w większości z nich ponownie umiejscowiono struktury Służby Bezpieczeństwa.
Komendy wojewódzkie MO i jednostki im podległe funkcjonowały do czasu wejścia w życie ustawy z 14 lipca 1983 r. o urzędzie Ministra Spraw Wewnętrznych. Zgodnie z nowymi przepisami terenowymi ekspozyturami MSW stały się od 1 sierpnia wojewódzkie urzędy spraw wewnętrznych (i stołeczny urząd w Warszawie), rejonowe, miejskie i dzielnicowe urzędy spraw wewnętrznych oraz komisariaty i posterunki. Ponadto zmieniono tytulaturę, w miejsce komendantów milicji wprowadzając szefów urzędów (oprócz komisariatów i posterunków), podobnie postąpiono także w stosunku do ich zastępców. Powyższe przekształcenia nie wpłynęły jednak na zakres działania struktur, które w dalszym ciągu wykonywały zadania z dziedziny ochrony bezpieczeństwa państwa i porządku publicznego.